# Тъмноуха дървесна мишка
Тъмноухите дървесни мишки (Dendromus melanotis), наричани също сиви катерещи се мишки, са вид дребни бозайници от семейство Nesomyidae.
Разпространени са в сухите савани на Южна и Източна Африка, от морското равнище до 2000 метра надморска височина в Южноафриканската република, а в Етиопия се смята за планински вид.